# Windjammer (Nederlandse band)
Windjammer is een session-trio bestaande uit Peter van Asten, Rick Beekman en Richard de Bois. In de periode 1977-1982 waren zij actief en hadden een redelijke hit met het nummer Harborlight. Van Asten is als muzikant bekend van de groep Amsterdam en De Bois en Beekman van de groep Ginger Ale.

## NPO Radio 2 Top 2000
| Nummer met noteringen in de NPO Radio 2 Top 2000 | '00  | '01  | '02  | '03  | '04  | '05  | '06  | '07  | '08  |
| ------------------------------------------------ | ---- | ---- | ---- | ---- | ---- | ---- | ---- | ---- | ---- |
| Harborlight                                      | 1262 | 1158 | 1341 | 1803 | 1669 | 1659 | 1975 | 1739 | 1701 |

1. ↑  Een vetgedrukt getal geeft de hoogste notering aan.
2. ↑  2000 was het eerste jaar met een notering voor dit nummer.
3. ↑  Deze tabel is bijgewerkt tot en met de laatste editie (2024).